# Marczell György (meteorológus)
Marczell György (Pozsony, 1871. április 10. – Budapest, 1943. február 1.) meteorológus. 

## Életrajza
Egyetemi éveiben a budapesti egyetem bölcsész karának hallgatója volt. 1894-ben lépett a Meteorológiai Intézet kötelékébe. Eleinte a kiskartali csillagdában tevékenykedett, 1900-tól pedig a tervei alapján felépített ógyallai meteorológiai és földmágnesességi obszervatórium vezetője lett. 1904-ben került a budapesti Meteorológiai Intézethez, 1927-ben aligazgatója, majd 1933-ban igazgatója lett. 1934-ben vonult nyugdíjba.

## Munkássága
Hazánkban a mikroklimatikus megfigyelések módszerének és az eredmények matematikai feldolgozásának első művelője volt, de ugyanúgy a magaslégkör-kutatás megalapítója is. Kezdeményezésére szállott fel 1913. január 13-án az első műszeres léggömb, amellyel megindult a magyar sztratoszférakutatás. 
Róla nevezték el a pestlőrinci obszervatóriumot. Közel százra tehető szakirodalmi munkája maradt fenn. 

## Műve
- Körültekintés néhány külföldi meteorologiai intézetben. Budapest, 1898. (Héjas Endrével együtt).